# NGC 1050
NGC 1050 je galaksija u zviježđu Perzej.

## Vanjske poveznice
- SEDS: NGC 1050